# Ватутинки (посёлок)
Вату́тинки — посёлок в Новомосковском административном округе Москвы, на территории района Троицк, недалеко от города Троицка. Население по переписи 2002 года — 9581 человек. Здесь размещены Главный приёмный радиоцентр и Управление космической разведки ГРУ. В посёлке свыше 50 жилых домов, средняя школа, школа искусств, два детских сада, сеть магазинов Пятёрочка и Дикси, Почта России, Сбербанк, ЦКиС (Центр культуры и спорта) и многое другое.
Ведётся строительство многофункционального спортивно-оздоровительного и жилого комплекса площадью более 75 тыс. м². Помимо жилья, там запланированы такие инфраструктурные объекты, как Академия художественной гимнастики, школа единоборств, общеобразовательная школа, детский сад, торгово-выставочный комплекс, а также образовательный Центр дизайна.
Посёлок находится в 16 км к юго-западу от МКАД, на берегу реки Десны, на 36-м километре А130 Калужского шоссе. Ближайшая станция метро — Ольховая.
День посёлка — первая суббота сентября. Каждый год по традиции проходит праздничный концерт, посвящённый посёлку.

## История посёлка и архивные данные
Деревня Ватутинки по писцовым книгам 1627—1628 гг. Московского уезда, в Сосенском стану значится: «за князем Петром Александровым сыном Репниным, что было за отцом его князем Александром, в поместье половина пустоши Ватутино, Яковлевская тож, на речке на Десне, а другая половина той же пустоши за стряпчим Андреем Степановым сыном Чепчуговым, что было за отцом его за Степаном Мироновым сыном Чепчуговым».
В «Экономических примечаниях к Генеральному межеванию Московской губернии за 1776—1781 гг.» даётся следующее описание села: «Село Богородское-Ватутинки с пустошью, Василия Борисова сына Толстого и с выделенною церковною землёю — 29 дворов, 90 мужчин, 92 женщины, 417 десятин 1804 саженей земли. Село на правом берегу реки Десны, церковь каменная Тихвинской Пресвятой Богородицы, дом господский деревянный».
14 июня 1941 года в Ватутинках вступил в строй приёмный радиоцентр и начал проводить пробные сеансы радиосвязи, 21 июня 1941 года часть радиосвязи из приёмного центра Тарасовка была переведена на приёмный радиоцентр Ватутинки, но 25 июня был получен приказ об эвакуации радиоцентра из Ватутинок, так как посёлок оказался близок к фронту.
В январе 1942 года личный состав приёмного центра вернулся из эвакуации в Ватутинки, и уже через несколько месяцев радиоцентр заработал во всю мощь.
С 1943 года работы по строительству жилых домов в Ватутинках были приостановлены, но командованием было принято решение разместить в посёлке третий отдельный полк связи резерва Военно-воздушных сил.
С 1 июля 2012 года Ватутинки вошли в состав Москвы в ходе реализации проекта по расширению территории города.
В 2015 году была проведена перенумерация всех имеющихся жилых домов.

## Деревня Ватутинки
Деревня Ватутинки расположена по обе стороны Калужского шоссе, южнее посёлка Ватутинки-1. Там существуют четыре садовых товарищества: «Искра» 1, 2, 3 и 4.

## Образование и культура
- Государственное бюджетное образовательное учреждение города Москвы средняя общеобразовательная школа с углублённым изучением отдельных предметов № 1392 имени Д. В. Рябинкина
- Детская школа искусств им. Кабалевского.  История Ватутинской ДШИ начинается в 1978 году, когда было принято решение Совета народных депутатов Видновского городского совета Московской области об ее открытии. В 2005 году школе было присвоено имя Дмитрия Борисовича Кабалевского. с 1998 года в школе ежегодно проводятся конкурсы отечественной музыки имени Д.Б. Кабалевского, в которых принимают участие ученики Москвы и других регионов.  Среди выпускников школы разных лет немало тех, кто получил профессиональное образование в области искусства и культуры.  В школе есть музей Дмитрия Борисовича Кабалевского, который существует с 1997 года. Основа экспозиции – рояль Мюльбах, подаренный школе композитором в последний год жизни. Дочь Д.Б. Кабалевского, Мария Дмитриевна, передала в дар музею личные вещи композитора, в том числе его концертный костюм, фотографии из семейного альбома, книги, ноты, записную книжку, шахматы и много другое[6][7].
- Центр культуры и спорта «Ватутинки» — это старейшее культурно-досуговое заведение поселения с богатой историей и традициями. Построенный в конце 60-х годов носил название Горнизонного дома офицеров. Его и сейчас жители поселения коротко называют ГДО. В 70-е, 80-е и 90-е годы здесь выступали известные люди: Владимир Высоцкий, Алла Пугачева, Валентина Вишневская, Иосиф Кобзон, Лев Лещенко, Армен Джигарханян, Наталья Варлей, музыканты «Машина времени», «Самоцветы», «Ария», летчица Валентина Попова, композитор Владимир Шаинский и другие. Сейчас творческой группой Центра постоянно проводятся культурно-досуговые и спортивные мероприятия для детей и взрослых: мастер-классы, акции, игродни, киноклубы. Значимое место в доме культуры занимает современная библиотека семейного чтения. Фонд библиотеки насчитывает почти 8000 экземпляров. В библиотеке есть специальная зона для детей, зона коворкинга и удобное пространство для чтения и проведения мероприятий. Каждый желающий может предложить и реализовать свою идею на пространстве библиотеки, открыть свой клуб по интересам, организовать художественную или фотовыставку, провести презентацию или онлайн конференцию[7]. С 2020 года здание Культурного центра находилось на реконструкции[8], коллектив временно переехал в Новые Ватутинки. Реконструкция завершена в июле 2025 года[9].

## Парки и общественные пространства
- Парк в честь 70-летия Победы в ВОВ.

Парк создан в канун 70-летия Победы на месте старого заброшенного сквера, первые деревья в котором посадили в далеком 1945 вернувшиеся с войны фронтовики.
Основным символом парка стала противотанковая пушка МТ-12, в основание монумента была заложена капсула с Посланием потомкам. На стендах, установленных вдоль «Аллеи Славы», вы можете видеть тематическую экспозицию с изображениями портретов Маршалов Победы, и плакаты о сражениях Второй Мировой. Здесь увековечены имена ветеранов Великой Отечественной войны, которые проживали и проживают в поселке. Так же установлены стенды, на которых рассказывается история войсковых частей, дислоцировавшихся на территории поселения. Есть стенды, посвященные нашим жителям, участникам событий в Афганистане, Чеченской Республике, ветеранам подразделений особого риска - участниками ликвидации последствий радиационной аварии и катастроф.
Одно из главных мест в парке занимает — монумент Воинам, павшим в Великой Отечественной войне. Открыт 11 сентября 2020 года. Скульптор Сергей Сережин. Журавли, стремящиеся в небо - это солдаты войны, девочка и мальчик - дети, пережившие все ужасы войны, поколение потомков, хранящие память о героях.
Парк часто упоминается как Аллея памяти.
- В 2019 году в поселке появился спортивный парк «Десёновское»[10].  Его комплексно благоустроили по программе «Мой район». Здесь разместили большое спортивное пространство с футбольным полем, памп-треком, участком для занятий военно-прикладными видами спорта, хоккейной коробкой, волейбольной площадкой и воркаут-зоной. Рядом со стадионом обустроили сцену и амфитеатр. В парке есть площадка для выгула и тренировки собак, а также 2 игровых зоны для детей. С северо-запада парк ограничен рекой Десной. У ее берега обустроена смотровая площадка из деревянного настила на сваях.

## Фотографии

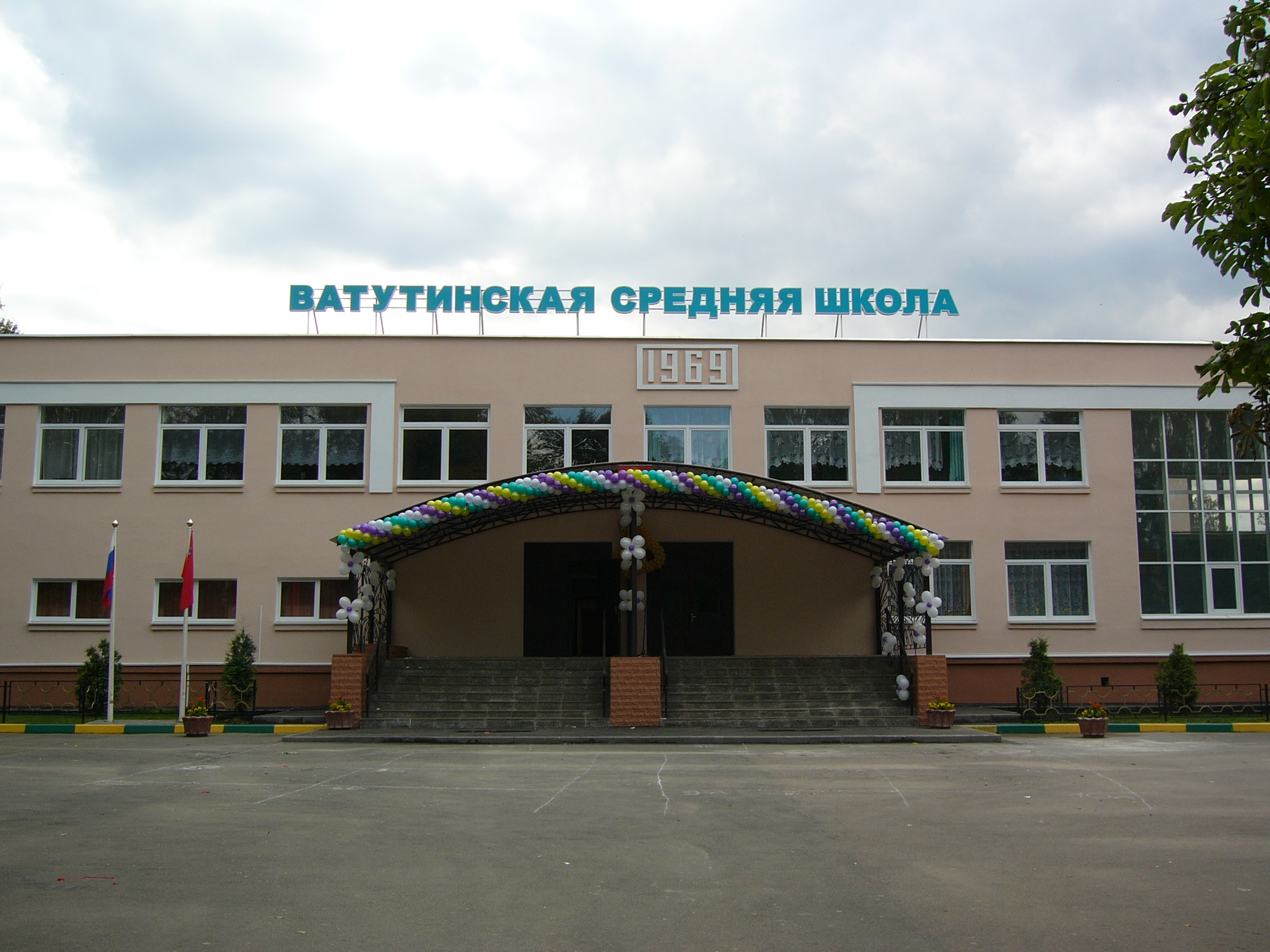
Школа № 1392 имени Д. В. Рябинкина
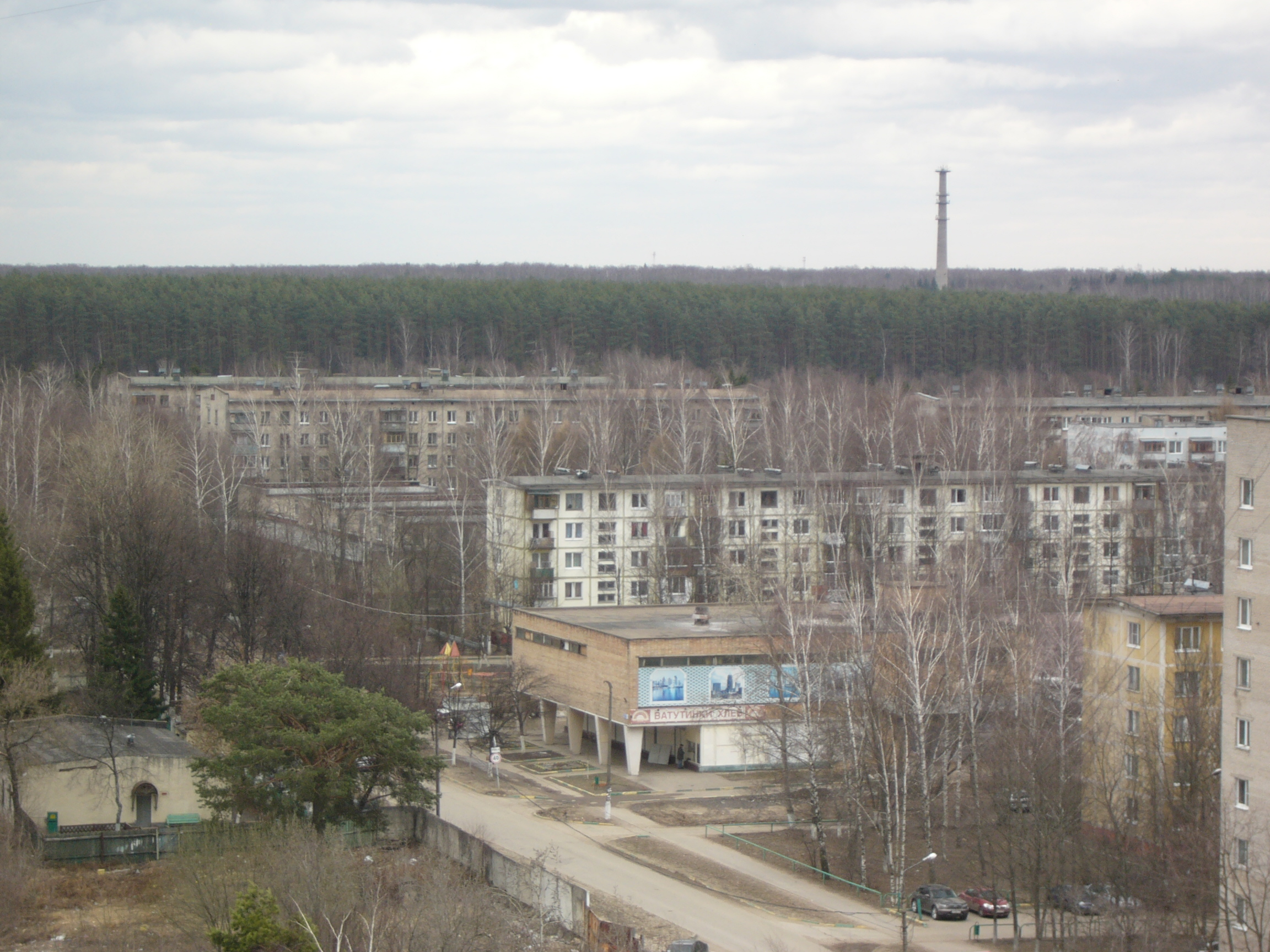
Пекарня
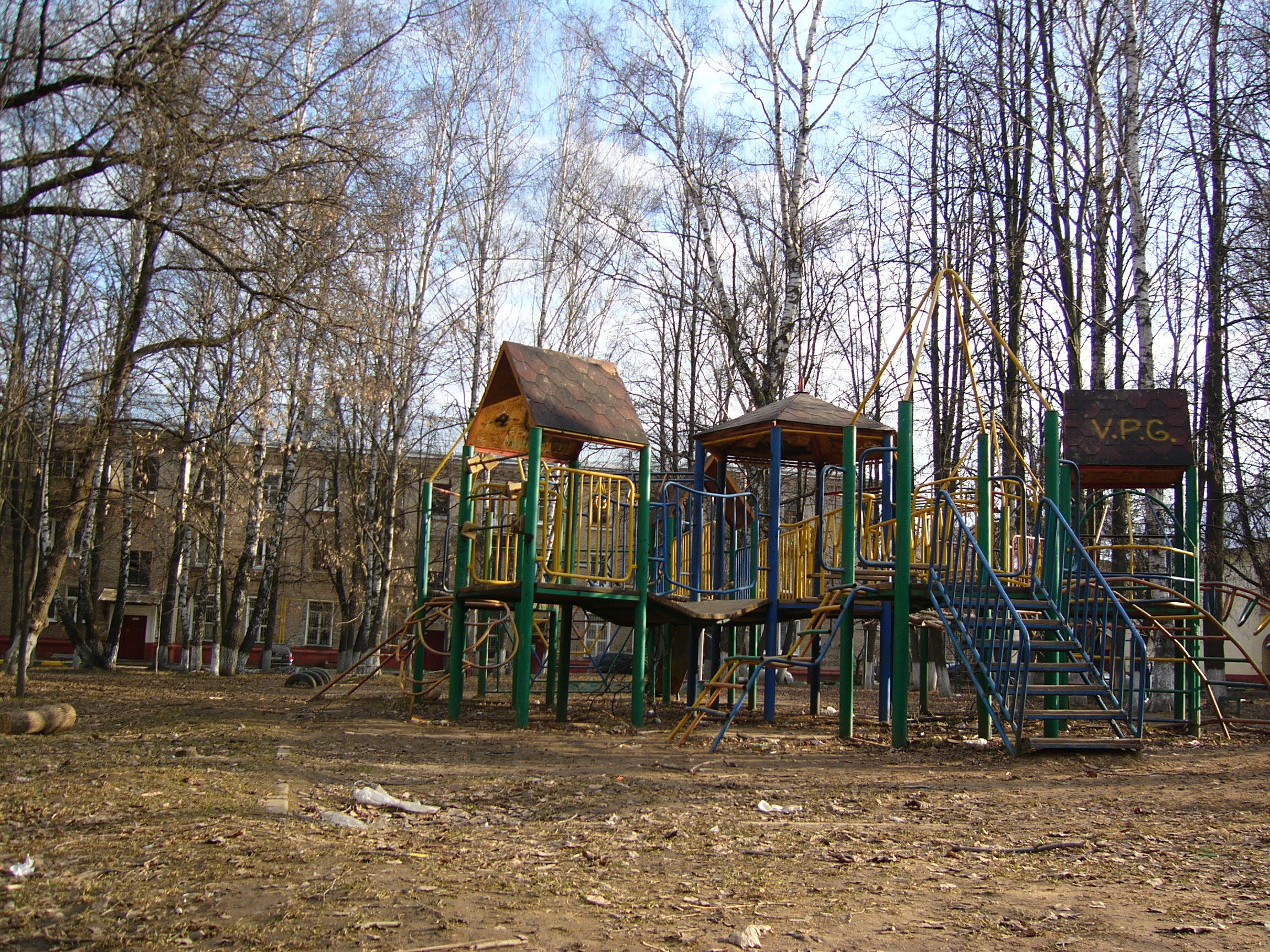
Детская площадка
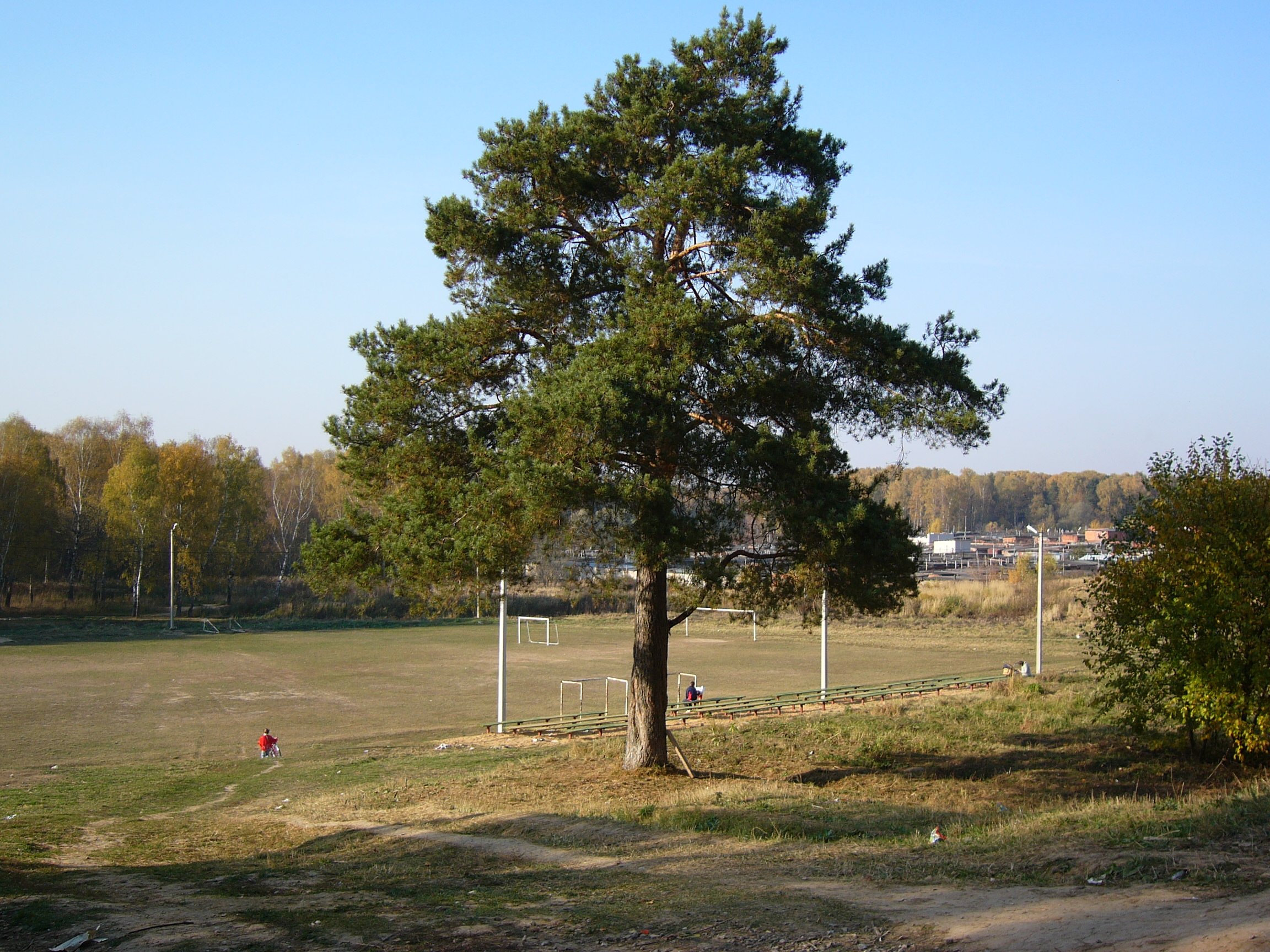
Футбольное поле
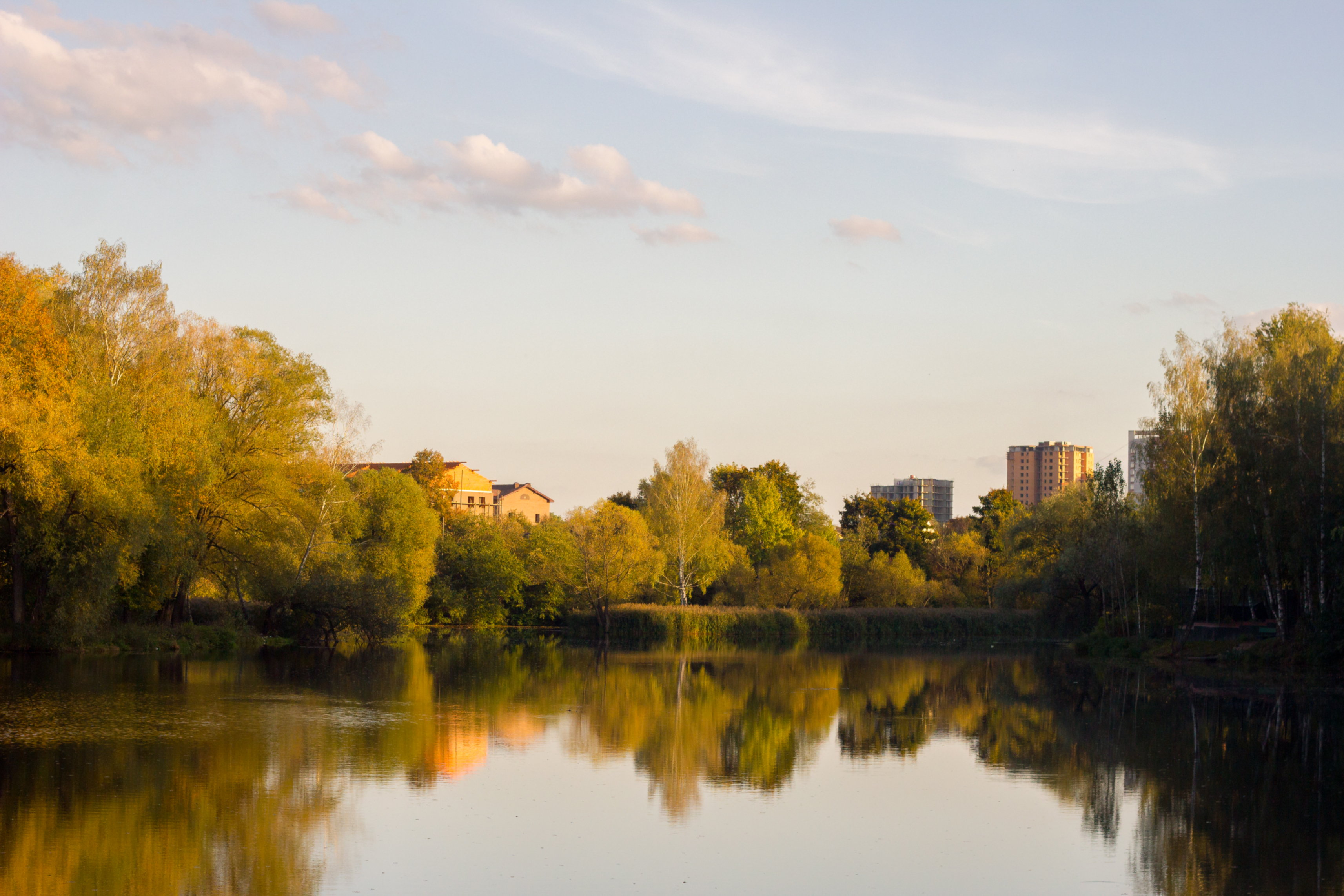
р. Десна